# Comuna Sofiivka, Kompaniivka
Sofiivka (în ucraineană Софіївка) este o comună în raionul Kompaniivka, regiunea Kirovohrad, Ucraina, formată din satele Pokrovka și Sofiivka (reședința).

## Demografie
Componența lingvistică a comunei Sofiivka
     Ucraineană (94,03%)
     Rusă (2,52%)
     Română (1,1%)
     Alte limbi (0,63%)
Conform recensământului din 2001, majoritatea populației comunei Sofiivka era vorbitoare de ucraineană (94,03%), existând în minoritate și vorbitori de rusă (2,52%) și română (1,1%).